# Cotesia schaeferi
Cotesia schaeferi är en stekelart som först beskrevs av Marsh 1979.  Cotesia schaeferi ingår i släktet Cotesia och familjen bracksteklar. Inga underarter finns listade i Catalogue of Life.